# Wolfgang Greese
Wolfgang Greese (* 8. März 1926 in Lübz; † 2. Mai 2001 in Berlin) war ein deutscher Schauspieler.

## Leben und Wirken
Wolfgang Greese spielte nach einer professionellen Schauspielausbildung zunächst an verschiedenen Theaterhäusern. Er war sechs Spielzeiten lang an der Berliner Volksbühne engagiert, bis er 1971 fest zum DDR-Fernsehen wechselte. Greese wirkte als Schauspieler vor der Kamera von 1961 bis 1999 in über 180 Film-und-Fernsehproduktionen in den unterschiedlichsten Rollen mit. Neben liebenswerten hat er auch unsympathische Figuren verkörpert. In dem Fernsehfilm Dr. med. Sommer II von Lothar Warneke (1970) und in der DEFA-Produktion Orpheus in der Unterwelt von Horst Bonnet (1974) – einer Verfilmung der Jacques-Offenbach-Operette – spielte Greese die Hauptrolle. 1976 spielte er den König in dem Märchenfilm Aschenbrödel nach der gleichnamigen Vorlage des russischen Schriftstellers Jewgeni Lwowitsch Schwarz. Weitere bekannte Produktionen, in denen er mitspielte, waren unter anderem Spuk unterm Riesenrad und diverse Folgen von Der Staatsanwalt hat das Wort und Polizeiruf 110. Nach der Wende wurden die Rollenangebote weniger. Er erhielt jedoch in zwei Fernsehserien durchgehende Hauptrollen. 1991 spielte er die Titelrolle des Provinzschauspielers Camillo Herz in der Familienserie Agentur Herz und von 1997 bis 1999 den Schwiegervater „Old“ Henry in der Familien-Sitcom Mama ist unmöglich.
Greese war auch als Synchronsprecher tätig und lieh dabei unter anderem Philippe Noiret und James Villiers seine Stimme.
Wolfgang Greese war dreimal verheiratet und hatte keine Kinder. Seine dritte Ehefrau war von 1987 bis zu seinem Tod die Schauspielerin Manja Göring. Seine Schwiegermutter war die Schauspielerin Helga Göring. Greese starb am 2. Mai 2001 im Alter von 75 Jahren nach längerer Krebserkrankung.

## Filmografie
- 1961: Das Haus im Schatten
- 1962: Das grüne Ungeheuer
- 1964: Das Lied vom Trompeter
- 1965: Lots Weib
- 1965: Episoden vom Glück
- 1965: Der Nachfolger
- 1965: Wenn du groß bist, lieber Adam
- 1966: Flucht ins Schweigen
- 1966: Lebende Ware
- 1966: Schatten über Notre Dame
- 1967: Anatomie eines Justizmordes
- 1967: Frau Venus und ihr Teufel
- 1967: Begegnungen
- 1967: Brennende Ruhr
- 1967: Laurencia
- 1968: Der Mord, der nie verjährt
- 1968: Ich war neunzehn
- 1968: Heroin
- 1968: Abschied
- 1968: 12 Uhr mittags kommt der Boß
- 1968: Ich – Axel Cäsar Springer
- 1969: Krupp und Krause
- 1969: Mohr und die Raben von London
- 1969: Hans Beimler, Kamerad
- 1969: Zeit zu leben
- 1969: Projekt Aqua
- 1970: He, Du!
- 1970: Meine Stunde Null
- 1970: Netzwerk
- 1970: Dr. med. Sommer II
- 1970: Junge Frau von 1914 (Fernsehfilm)
- 1970: Jeder stirbt für sich allein (TV-Mehrteiler)
- 1970: Zwei Briefe an Pospischiel
- 1970: Über ganz Spanien wolkenloser Himmel
- 1971: KLK an PTX – Die Rote Kapelle
- 1971: Ein Mann, der sterben muss
- 1971: Anja
- 1971: Osceola
- 1972: Der Mann, der nach der Oma kam
- 1972: Tecumseh
- 1972: Eolomea
- 1972: Die Bilder des Zeugen Schattmann (TV-Vierteiler)
- 1972: Gefährliche Reise
- 1972: Don Juan
- 1972: Romanze für einen Wochentag
- 1973: Das Licht der Schwarzen Kerze (Fernsehfilm)
- 1972: Das Geheimnis der Anden
- 1973: Unterm Birnbaum
- 1973: Eva und Adam (TV-Vierteiler)
- 1973: Das unsichtbare Visier
- 1973: Polizeiruf 110: Eine Madonna zuviel (TV-Reihe)
- 1973: Scheidungsprozeß
- 1973: Die Taube auf dem Dach
- 1974: Die Schlüssel
- 1974: Orpheus in der Unterwelt
- 1974: Johannes Kepler
- 1974: Die eigene Haut (Fernsehfilm)
- 1974: Die Frauen der Wardins (TV-Dreiteiler)
- 1974: Maria und der Paragraph
- 1974: Abenteuer mit Blasius
- 1975: Am Ende der Welt
- 1975: Lotte in Weimar
- 1975: Zwischen Nacht und Tag
- 1975: Mein blauer Vogel fliegt
- 1975: Die Bösewichter müssen dran
- 1975: Ein Feigenblatt für Kuhle Wampe oder Wem gehört die Welt?
- 1975: Eine Stunde Aufenthalt
- 1975: Abenteuer mit Blasius
- 1975: Das unsichtbare Visier
- 1975: Bin ich Moses?
- 1976: Konzert für Bratpfanne und Orchester
- 1976: Beethoven – Tage aus einem Leben
- 1976: Aschenbrödel
- 1976: Großes Bundesverdienstkreuz
- 1976: Die Jungfrau von Orleans
- 1976: Maria Tudor
- 1976: Sein letzter Fall
- 1976: Die Liebe und die Königin
- 1977: Die Insel der Silberreiher
- 1977: Wer reißt denn gleich vor’m Teufel aus
- 1977: Polizeiruf 110: Trickbetrügerin gesucht (TV-Reihe)
- 1977: Zur See (Fernsehserie, 1 Folge)
- 1977: Der Staatsanwalt hat das Wort: Eine Drachme aus Syrakus (TV-Reihe)
- 1977: Goldene Zeiten – feine Leute
- 1977: Camping-Camping
- 1977: Ernst Schneller
- 1977: Der zweite Mann
- 1977: Scharnhorst
- 1978: Ende vom Lied
- 1978: Rotschlipse
- 1978: Wie soll sich eine Frau entscheiden?
- 1979: Addio, piccola mia
- 1979: Spuk unterm Riesenrad
- 1979: Die lange Straße
- 1979: Verlobung in Hollerbusch
- 1979: Die blonde Geisha
- 1980: Komödianten-Emil
- 1980: Levins Mühle
- 1980: Max und siebeneinhalb Jungen
- 1980: Der Direktor
- 1980: Solo für Martina
- 1980: Puppen für die Nacht
- 1980: Polizeiruf 110: Der Hinterhalt (TV-Reihe)
- 1981: Mein Vater Alfons
- 1981: Verflucht und geliebt
- 1981: Schwarzes Gold
- 1981: Nora S.
- 1981: Der Sturz
- 1981: Suturp – Eine Liebesgeschichte (Fernsehfilm)
- 1981: Der ungebetene Gast
- 1981: Zwei Freunde in Preußen (Fernsehfilm)
- 1981: Komm mit mir nach Chicago!
- 1981: Morgen werde ich einen Sombrero tragen
- 1981: Gitarre und Stethoskop
- 1982: Das große Abenteuer des Kaspar Schmeck
- 1982: Benno macht Geschichten
- 1983: Martin Luther
- 1983: Der Staatsanwalt hat das Wort: Das Bleiglasfenster
- 1983: Die Schüsse der Arche Noah
- 1983: Berliner Firmament
- 1983: Ferienheim Bergkristall: Silvester fällt aus
- 1983: Die Kündigung
- 1983: Frühstück im Bett
- 1983: Unser bester Mann
- 1983: Meine hoffnungsvollen Kinder
- 1983: Spuk im Hochhaus
- 1983: Frühlingssinfonie
- 1983: Die lieben Luder
- 1983: Der entführte Prinz
- 1983: Im Spiegel
- 1984: Die Witwe Capet
- 1984: Polizeiruf 110: Draußen am See (TV-Reihe)
- 1984: Familie Neumann
- 1984: Besuch am Sonntagmorgen
- 1984: Ach du meine Liebe (Fernsehfilm)
- 1984: Der Fall Magdalena Eigner
- 1985: Die Leute von Züderow
- 1985: Polizeiruf 110: Treibnetz (TV-Reihe)
- 1985: Johann Sebastian Bach
- 1985: Der Staatsanwalt hat das Wort: Hubertusjagd
- 1985: Aus dem bürgerlichen Heldenleben
- 1985: In eigener Sache
- 1985: Varieté
- 1986: Caspar David Friedrich – Grenzen der Zeit
- 1986: Die Weihnachtsklempner
- 1986: Polizeiruf 110: Mit List und Tücke (TV-Reihe)
- 1987: Eine Magdeburger Geschichte
- 1987: Der Schwur von Rabenhorst
- 1987: Die Wildschweinjagd
- 1987: Polizeiruf 110: Unheil aus der Flasche (TV-Reihe)
- 1987: Fridolin
- 1988: Schloß Königswald
- 1988: Bereitschaft Dr. Federau (Fernsehserie)
- 1988: Der Drache Daniel
- 1989: Verflixtes Mißgeschick!
- 1989: Ich, Thomas Müntzer, Sichel Gottes
- 1989: Die Architekten
- 1989: Die Beteiligten
- 1990: Spreewaldfamilie (Fernsehserie)
- 1990: Albert Einstein (TV-Zweiteiler)
- 1991: Agentur Herz (Fernsehserie)
- 1994: Die Staatsanwältin
- 1995: Forsthaus Falkenau (TV-Reihe)
- 1996: Die blinde Kuh
- 1997: Das Geheimnis der Kormoraninsel
- 1997–1999: Mama ist unmöglich (Fernsehserie)
- 1997: Wilde Zeiten
- 1998: Polizeiruf 110: Todsicher (TV-Reihe)
- 1998: Eine Sünde zuviel

## Theater
- 1967: Helmut Baierl: Mysterium Buffo – Variante für Deutschland (Adliger) – Regie: Wolfgang Pintzka (Volksbühne Berlin)
- 1968: Horst Kleinadam: Von Riesen und Menschen (Technischer Direktor) – Regie: Karl Gassauer (Volksbühne Berlin)
- 1968: Boris Djacenko: Doch unterm Rock der Teufel (Hölleninspektor) – Regie: Fritz Bornemann (Volksbühne Berlin)
- 1971: Bertolt Brecht: Der gute Mensch von Sezuan – Regie: Benno Besson (Volksbühne Berlin)

## Hörspiele
- 1964: K. M. Walló: Die Prinzessin mit dem goldenen Stern (Hofmarschall) – Regie: Renate Thormelen (Kinderhörspiel – Litera)
- 1967: James Fenimore Cooper: Der letzte Mohikaner (Chingachgook) – Regie: Dieter Scharfenberg (Hörspiel – Litera)
- 1969: Vuk Stefanović Karadžić: Jugoslawische Märchen und Legenden (Erzähler in Das Schloss zwischen Himmel und Erde) – Regie: Dieter Scharfenberg (Kinderhörspiel – Litera)
- 1970: Wilhelm Hauff: Der Zwerg Nase (Der Oberküchenmeister) – Regie: Joachim Herz (Kinderhörspiel – Litera)
- 1970: Wilhelm Hauff: Das Märchen vom falschen Prinzen (Der Schneidermeister) – Regie: Joachim Herz (Kinderhörspiel – Litera)
- 1970: Wilhelm Hauff: Der kleine Muck (Die Wachen) – Regie: Joachim Herz (Kinderhörspiel – Litera)
- 1970: Wilhelm Hauff: Die Geschichte vom Kalif Storch (Selim) – Regie: Joachim Herz (Kinderhörspiel – Litera)
- 1970: Robert Louis Stevenson: Der Flaschenteufel (Kahlkopf) – Regie: Dieter Scharfenberg (Kinderhörspiel – Litera)
- 1971: Hans-Jörg Dost: Passio Camilo (Kardinal) – Regie: Barbara Plensat/Detlef Kurzweg (Hörspiel – Rundfunk der DDR)
- 1971: Heinrich Mann: Die Jugend des Königs Henri Quatre – Regie: Fritz Göhler  (Hörspiel – Rundfunk der DDR)
- 1971: Günter Kunert: Mit der Zeit ein Feuer (Scheurl) – Regie: Wolfgang Schonendorf (Hörspiel – Rundfunk der DDR)
- 1972: Ukrainisches Märchen: Vom Hühnchen, das goldene Eier legte (Der alte Mann) – Regie: Horst Hawemann (Kinderhörspiel – Litera)
- 1972: Brüder Grimm: Das blaue Licht (König) – Regie: Dieter Scharfenberg (Kinderhörspiel – Litera)
- 1972: Brüder Grimm: Tischlein deck dich (Schneider) – Regie: Dieter Scharfenberg (Kinderhörspiel – Litera)
- 1974: Hans-Ulrich Lüdemann: Blümlein ist gegangen (Bischof) – Regie: Fritz Göhler (Hörspiel – Rundfunk der DDR)
- 1976: Wolfgang Kohlhaase: Die Grünstein-Variante – Regie: Günther Rücker (Hörspiel – Rundfunk der DDR)
- 1978: Helmut Bez: Jutta oder die Kinder von Damutz – Regie: Fritz Göhler (Hörspiel – Rundfunk der DDR)
- 1979: Michail Schatrow: Blaue Pferde auf rotem Gras (Lenin) – Regie: Peter Groeger (Hörspiel – Rundfunk der DDR)
- 1984: Charles Perrault: Riquet und Mirabelle (König, am Hof Prinzessin Mirabelles) – Regie: Karin Lorenz (Kinderhörspiel – Litera)